# Horst Manz
Horst Manz (* 1934; † 2010) war ein deutscher Schauspieler, Synchron- und Hörspielsprecher.

## Leben
Horst Manz wurde 1934 geboren und schloss 1957 sein Studium an der Staatlichen Schauspielschule Berlin ab. Über sein Leben sind nur lückenhafte Informationen vorhanden. Er war über 30 Jahre am Deutschen Theater Berlin tätig. In mehreren Produktionen der DDR-Filmgesellschaft DEFA und im Fernsehen der DDR stand er vor der Kamera. Für den Rundfunk der DDR wirkte er als Hörspielsprecher, zudem war er für die DEFA als Synchronsprecher tätig.
Horst Manz war mit der Schauspielerin Margit Manz (* 1954) verheiratet und verstarb 2010 im Alter von 76 Jahren.

## Filmografie
- 1966: Die Söhne der großen Bärin
- 1968: Der Mord, der nie verjährt
- 1971: Optimistische Tragödie (Fernsehfilm)
- 1972: Die Bilder des Zeugen Schattmann (Fernseh-Vierteiler)
- 1974: Die Frauen der Wardins (Fernseh-Dreiteiler)
- 1975: Polizeiruf 110: Der Spezialist (Fernsehreihe)
- 1976: Leben und Tod König Richard III. (Theateraufzeichnung)
- 1980: Polizeiruf 110: In einer Sekunde
- 1983: Die traurige Geschichte von Friedrich dem Großen (Theateraufzeichnung)
- 1984: Familie Neumann (Fernsehserie, 1 Episode)
- 1985: Die Rundköpfe und die Spitzköpfe (Theateraufzeichnung)
- 1986: Ernst Thälmann (Fernseh-Zweiteiler)
- 1987: Stielke, Heinz, fünfzehn…
- 1989: Polizeiruf 110: Der Wahrheit verpflichtet
- 1991: Jugend ohne Gott (Fernsehfilm)
- 2000: Deutschlandspiel (Fernseh-Zweiteiler)

## Theater
- 1960: William Shakespeare: Die Komödie der Irrungen – Regie: Karl Gassauer (Theater der Stadt Brandenburg)
- 1960: Henri Meilhac/Florimond Hervé: Mam’zelle Nitouche – Regie: Eberhard Hübener (Theater der Stadt Brandenburg)
- 1961: Egon Erwin Kisch: Die gestohlene Stadt (Meisterdieb Käsebier) – Regie: Karl Gassauer (Theater der Stadt Brandenburg)
- 1964: Horia Lovinescu: Fieber – Regie: Gotthard Müller (Deutsches Theater Berlin)
- 1964: Wiktor Rosow: Unterwegs – Regie: Karl-Ulrich Meves/Friedo Solter (Deutsches Theater Berlin)
- 1965 Jewgeni Schwarz: Der Drache – Regie: Benno Besson (Deutsches Theater Berlin)
- 1968: Ariano Suassuna: Das Testament des Hundes – Regie: Friedo Solter  (Deutsches Theater Berlin)
- 1970: Horst Kleineidam: Der verlorene Sohn (Zweiter Sohn) – Regie: Klaus Piontek (Deutsches Theater Berlin – Kammerspiele)
- 1970: Helmut Baierl: Der lange Weg zu Lenin (Gastwirt) – Regie: Adolf Dresen (Deutsches Theater Berlin – Kammerspiele)
- 1971: Rolf Schneider: Einzug ins Schloss – Regie: Hans-Georg Simmgen (Deutsches Theater Berlin)
- 1973: Ignati Doretzki: Der Mann von Draußen – Regie: Adolf Dresen (Deutsches Theater Berlin – Kammerspiele)
- 1974 Johann Wolfgang von Goethe: Geschichte Gottfriedens von Berlichingen mit der eisernen Hand – Regie: Horst Schönemann (Deutsches Theater Berlin)
- 1976: Georg Hirschfeld: Pauline (Radke) – Regie: Alexander Lang  (Deutsches Theater Berlin – Kammerspiele)
- 1977: Gerhart Hauptmann: Die Ratten (Quaquaro) – Regie: Klaus Piontek (Deutsches Theater Berlin – Kammerspiele)
- 1977: Alexander Lang: Das Biest des Monsieur Racine (Onkel) – Regie: Alexander Lang (Deutsches Theater Berlin – Kleine Komödie)
- 1978: Andreas Gryphius: Horribilicribrifax Teutsch (Edel-Mann) – Regie: Alexander Lang (Deutsches Theater Berlin)
- 1980: William Shakespeare: Ein Sommernachtstraum (Puck) – Regie: Alexander Lang (Deutsches Theater Berlin)
- 1981: Waleri Agranowski: Kümmert euch um Malachow – Regie: Erhard Marggraf (Deutsche Theater im Jugendtreff des Palastes der Republik Berlin)
- 1983: Bertolt Brecht: Die Rundköpfe und die Spitzköpfe – Regie: Alexander Lang (Deutsches Theater Berlin)
- 1984: Christian Dietrich Grabbe: Herzog Theodor von Gothland – Regie: Alexander Lang (Deutsches Theater Berlin)
- 1985: Arthur Kopit: Das Ende der Welt mit anschließender Diskussion – Regie: Alexander Stillmark  (Deutsches Theater Berlin – Kammerspiele)
- 1986 Seán O’Casey: Kikeriki (Moorarbeiter) – Regie: Rolf Winkelgrund (Deutsches Theater Berlin)
- 1987: Gotthold Ephraim Lessing: Philotas (Parmenio) – Regie: Friedo Solter/Michael Jurgons (Deutsches Theater Berlin)
- 1987: Gotthold Ephraim Lessing: Nathan der Weise (Emir) – Regie: Friedo Solter/Michael Jurgons (Deutsches Theater Berlin)
- 1989: Werner Buhss: Die Festung – Regie: Bernd Weißig/Christian Steyer (Deutsches Theater Berlin – Kammerspiele)
- 1990: Maxim Gorki: Nachtasyl (Kletschtsch) – Regie: Friedo Solter (Deutsches Theater Berlin)
- 1991: Heinrich von Kleist: Das Käthchen von Heilbronn – Regie: Thomas Langhoff (Deutsches Theater Berlin)
- 1993: Eugene O’Neill: Der Eismann kommt – Regie: Rolf Winkelgrund (Deutsches Theater Berlin)
- 1996: William Shakespeare: Die Geschichte von Heinrich IV. – Regie: Thomas Langhoff (Deutsches Theater Berlin)
- 1998: William Shakespeare: Maß für Maß – Regie: Uwe Eric Laufenberg (Deutsches Theater Berlin – Kammerspiele)
- 2003 Gerhart Hauptmann: Michael Kramer – Regie: Thomas Langhoff (Berliner Ensemble)

## Hörspiele
- 1969: Claude Prin: Potemkin 68 (Schutzmann) – Regie: Edgar Kaufmann (Hörspiel – Rundfunk der DDR)
- 1970: Sophokles: Die Antigone des Sophokles (Chor der Alten) – Regie: Martin Flörchinger (Hörspiel – Rundfunk der DDR)
- 1970: Aristophanes: Der Frieden (Chor) – Regie: Wolf-Dieter Panse (Hörspiel – Rundfunk der DDR)
- 1971: Gerhard Rentzsch: Das Amulett – Regie: Wolf-Dieter Panse (Hörspiel, 6. Teil und Epilog – Rundfunk der DDR)
- 1974: Anna Seghers: Das wirkliche Blau (Leopoldo) – Regie: Wolf-Dieter Panse (Hörspiel – Rundfunk der DDR)
- 1975: Jules Verne: Die Erfindung des Verderbens (Preußischer Kriegsminister) – Regie: Andreas Scheinert (Science-Fiction-Hörspiel – Litera)
- 1981: Gerd Zebahl: Der Gürtel des Anwalts (Douglas) – Regie: Hans Knötzsch (Kriminalhörspiel/Kurzhörspiel – Rundfunk der DDR)
- 1982: Hans Siebe: Meister Blümel (Vogt) – Regie: Hans Knötzsch (Kriminalhörspiel – Rundfunk der DDR)
- 1982: Joachim Wohlgemuth: Heimkontrolle (Vater Meinke) – Regie: Werner Grunow (Hörspiel – Rundfunk der DDR)
- 1987: Albert Wendt: Prinzessin Zartfuß und die sieben Elefanten (Elefantenmann) – Regie: Cox Habbema (Kinderhörspiel – Litera)
- 1987: Andreas Scheinert: Des Teufels Triller (Holzhauer) – Regie: Andreas Scheinert (Kinderhörspiel – Litera)
- 1989: Christian Martin: Lissy und Ralf (Wärter) – Regie: Werner Grunow (Hörspiel – Rundfunk der DDR)
- 1990: Hans Siebe: Modell Traumland (Senftleben) – Regie: Hans Knötzsch (Kriminalhörspiel – Rundfunk der DDR)

## Synchronisation

### Filme
- 1932 (1979): Sidney Toler als Detective Wilson in Blonde Venus
- 1960: Livio Lorenzon als Graf Fosco Di Vallebruna in Die Rache des roten Ritters
- 1967 (1983): Guglielmo Spoletini als Riff in Django – unersättlich wie der Satan
- 1968: Antonio Casagrande: als Totonno in Die längsten Finger hat Madame
- 1972: Ljubomir Dimitrow als Cabo Pancho in Das Geheimnis der Anden (Fernseh-Fünfteiler)
- 1977: Petr Nárožný als Richard in Wie wäre es mit Spinat?
- 1979: Nando Orfei als Carloni in Stau
- 1981: Vlad Radescu als Sheriff von Leansville in Sing, Cowboy, sing
- 1982: Alexander Filippenko als Knochenkerl in Abenteuer mit der Tarnkappe
- 1983: Michail Kokschenow als Gawrila in Kühne Recken von Nowgorod
- 1985: Petr Nárožný als Korporal in Mit dem Teufel ist nicht gut spaßen
- 1986: Václav Sloup als Joachim in Eine zauberhafte Erbschaft
- 1987: Dave Atkins als Mordecai Smith in Sherlock Holmes – Das Zeichen 4
- 1987: Derek Deadman als William in Sherlock Holmes – Das Zeichen 4

### Fernsehserien
- 1959–1966: 6 Schauspieler in 6 Rollen in Tausend Meilen Staub
- 1959–1964: 1 Schauspieler in 1 Rolle in Twilight Zone
- 1964–1970: 4 Schauspieler in 4 Rollen in Daniel Boone
- 1969–1971: 2 Schauspieler in 2 Rollen in Randall & Hopkirk – Detektei mit Geist
- 1981–1991: 2 Schauspieler in 2 Rollen in Jim Bergerac ermittelt
- 1984–1985: 5 Schauspieler in 5 Rollen in  Sherlock Holmes